# گژگوش هالاما
گژگوش هالاما (لهستانی: Grzegorz Halama؛ زادهٔ ۲ ژانویهٔ ۱۹۷۰) بازیگر اهل لهستان است.
از فیلم‌ها یا مجموعه‌های تلویزیونی که وی در آن‌ها نقش داشته‌است، می‌توان به گوش آقای رئیس و پرستار کودک اشاره نمود.